# Còsroes V
Còsroes V o Farrukhzad Khosrau V fou breument rei de l'Imperi Sassànida de març del 631 a l'abril del 631. Era fill de Còsroes II.

## Biografia
Farrukhzad Khosrau V era fill de Còsroes II. Com que el seu pare es diu que tenia un xabestan (harem) amb més de 3.000 concubines, no se sap si una d'aquestes concubines era la seva mare o era la dona preferida de Còsroes, anomenada Shirin. Farrukhzad Khosrau També va tenir molts altre germans i germanastres va anomenar Mardanshah, Juvansher, Borane, Kavadh II, Shahriyar, i Azarmíntoque.
El 628 el seu pare va ser deposat pels nobles sassànides a favor del seu germà Cobades II, qui va fer executar tots els seus germans i germanastres. Tanmateix, Farrukhzad Khosrau va aconseguir fugir a una fortalesa propera a Nísibis on es va refugiar. El 631 va ser portat a Ctesifont per un noble sassanida anomenat Zadhuyih, on fou coronat com a rei de l'Imperi Sassànida. Un mes més tard, tanmateix, va fer front a una rebel·lió que el va enderrocar i el va matar.